# حشره‌خوار توربو
 حشره‌خوار توربو (نام علمی: Crocidura turba) نام یک گونه از سرده حشره‌خوارهای دندان‌سفید است.